# Чингизтепа
Чингизтепа — археологический памятник в южном Хорезме Чингиз тепе это комплекс IV—II вв. до н. э. и XII—XIII вв. н. э. Расположены в 16-18 км к востоку от Хазараспа, на Ташсакинской возвышенности. Судя по карте всего их было пять, но сейчас осталось три. Большой Чингиз тепе — конусообразный в плане бугор с площадкой наверху. Насыпь состоит из щебня и песка. Диаметр — 75 м, высота 18 м. Вокруг и наверху обнаруженные фрагменты керамики датируются IV—II вв.до н. э. и XII—XIII вв. Судя по топографическим признакам, бугор функционально связан с поселением Хумбузтепе. Малый Чингиз тепе находится в 300 м к северу от Большого Чингиз тепе. Это курганообразный в плане бугор диаметром 21 м, высотой — 3,5 м. Насыпь состоит из щебня и песка. Керамика, собранная на поверхности и на склонах тепе аналогична керамике Большого Чингиз тепе.
Третий Чингиз тепе. Расположен в 3 км к юго-западу от Большого Чингиз тепе. Это курганообразный в плане бугор, диаметром у основания 30 м, высотой — 3 м. Насыпь состоит из щебня и жёлтого песка. На склонах и поверхности бугра встречаются фрагменты тонкостенных сосудов с красным и светлым ангобом. Датируется IV—II вв.н. э. О происхождении Большого и Малого Чингиз тепе среди населения Хорезмского оазиса имеется легенда, по которой, когда Чингизхан переправился через Амударью, велел своим воинам, чтобы каждый насыпал горсть земли и от этого появился большой бугор, а на обратной дороге после завоевания Хорезма опять велел своим воинам насыпать горсть земли, в результате образовался малый бугор.